# Valhalla (Nueva York)
Valhalla es un lugar designado por el censo ubicado en el condado de Westchester en el estado estadounidense de Nueva York. En el año 2000 tenía una población de 5,379 habitantes y una densidad poblacional de 776.3 personas por km². Valhalla se encuentra ubicado dentro del pueblo de Mount Pleasant. Valhalla es el reino de los dioses en mitología nórdica.

## Geografía
Valhalla se encuentra ubicado en las coordenadas 41°5′N 73°46′O / 41.083, -73.767. Según la Oficina del Censo, la ciudad tiene un área total de 9,1 km² (3,5 mi²), de la cual 6,9 km² (2,7 mi²) es tierra y 2,2 km² (0,8 mi²) (24.15%) es agua.

## Personalidades

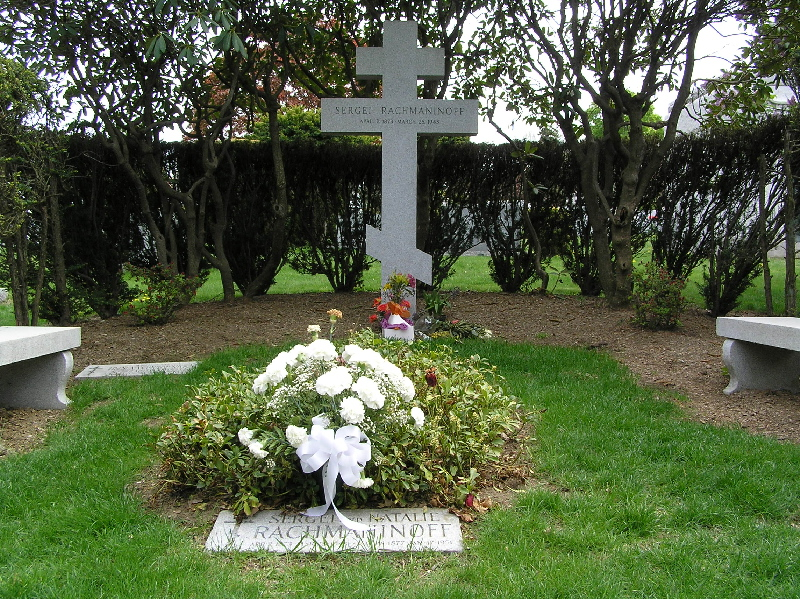
Tumba de Serguéi Rajmáninov en Valhalla

El compositor ruso Serguéi Rajmáninov (1873-1943) se encuentra enterrado en el cementerio de esta localidad.

## Demografía
Según la Oficina del Censo en 2000 los ingresos medios por hogar en la localidad eran de $76,003, y los ingresos medios por familia eran $91,205. Los hombres tenían unos ingresos medios de $60,814 frente a los $38,608 para las mujeres. La renta per cápita para la localidad era de $33,939. Alrededor del 1.7% de la población estaban por debajo del umbral de pobreza.